# Nowy ap Gwriad
Nowy ap Gwriad roi de Gwent fl. décennie 950.

## Biographie
L'origine de Nowy est incertaine, il est réputé être un petit-fils de Cadwgan ap Owain ce qui en fait un petit-neveu de Morgan ap Owain. Bien que Morgan vive jusqu'à un âge avancé il est improbable qu'un petit-fils de Cadwgan ap Owain puisse accéder au pouvoir alors que son grand père vivait encore en 950. à moins qu'il soit très jeune et dans ce cas il devait être encore relativement jeune lors de sa mort dans les décennies 960/970. Nowy reçoit donc le Gwent de Morgan ap Owain peu après la mort de Cadell ap Arthfael en 942 mais il semble qu'il s'empare en fait du territoire par la force. Nowy tue un certain  Arcoed ap Dissaith vers 948 et sept ans après en 955, Nowy viole une église et tue un diacre pour venger la mort de l'un de ses parents. Il apparaît que la famille de Nowy était impliquée dans une faide car son fils Arthfael ap Nowy est réputé avoir tué son propre frère Elisedd !